# S2 (estrella)
S2 (també anomenada S0-2) és el nom d'un estel a la constel·lació del Sagitari. És una de les més brillants de l'anomenat cúmul estel·lar-S, compost pels estels més propers a la radiofont Sagitari A*, amb òrbites molt excèntriques i inclinades.

## Característiques
S2 és un estel blanc-blavenc de tipus espectral B0-2V la massa del qual s'estima 19,5 vegades major que la massa solar i el seu radi és 7 vegades més gran que el del Sol. La seva edat, igual que la d'altres estels del cúmul-S, sembla estar compresa entre 6 i 400 milions d'anys.
La combinació de l'edat dels estels del cúmul-S així com la seva proximitat a Sagitari A*, suposen un desafiament per a les teories de formació estel·lar. A l'actualitat, encara no se sap amb certesa com poden haver-se format aquests estels. Si s'han creat en la seva actual localització, la seva formació ha d'haver ocorregut a través de processos no estàndard, tals com a formació en almenys un disc gasós, o per inestabilitat de discos estel·lars causada per l'excentricitat al voltant d'un forat negre supermasiu.

## Òrbita d'S2
S2 es mou al voltant de Sagitari A* amb un període orbital de 15,56 ± 0,35 anys en una òrbita altament excèntrica (ε = 0,87). La separació entre tots dos objectes varia de 5,5 dies llum a 17 hores llum, la qual cosa correspon a una distància en el periastre de 120 UA —unes quatre vegades la distància que hi ha entre Neptú i el Sol. No obstant això, l'òrbita és estable actualment, ja que S2 quedaria destruïda per la força de marea de Sagitari A* només quan es trobés a 16 minuts llum, 70 vegades més propera que en l'actualitat.
La posició aparent d'S2 ha estat seguida des de 1995 amb la finalitat de reunir informació sobre l'existència d'un forat negre supermasiu al centre de la Via Làctia. A data de 2008 s'ha observat l'òrbita completa de S2. Un forat negre supermasiu és l'únic objecte celeste actualment conegut que explica les observacions i els paràmetres orbitals oposats, així com la seva enorme densitat.
Un equip d'astrònoms, principalment de l'Institut Max Planck per a Física Extraterrestre, va utilitzar observacions de la dinàmica orbital d'S2 al voltant de Sagitari A* per mesurar la distància a la qual s'hi troba el centre galàctic. Van determinar la seva distància en 7,94 ± 0,42 quiloparsecs, cosa que es troba en concordança amb determinacions prèvies dutes a terme per altres mètodes.

## Implicacions en astronomia
L'òrbita d'S2 permetrà als astrònoms provar diversos efectes predits per la teoria de la relativitat general i fins i tot efectes extra-dimensionals. Considerant una recent estimació per a la massa del Sagitari A* de 4,3 milions de masses solars, la proximitat d'S2 fa que la seva òrbita balística siga la més ràpida coneguda, aconseguint velocitats que excedeixen els 5.000 km/s, equivalents al 2% de la velocitat de la llum. Això implica una acceleració d'aproximadament 1,5 m/s2 o gairebé un sisè de la gravetat superficial de la Terra.
El moviment d'S2 també és útil per descobrir la presència d'altres objectes prop de Sagitari A*. Hom creu que hi ha milers d'estels, així com romanents estel·lars foscos —forats negres estel·lars, estels de neutrons i nanes blanques— distribuïts en el volum pel qual es mou S2. Aquests objectes haurien de pertorbar l'òrbita d'S2, fent que gradualment es desvie de l'el·lipse de Kepler que caracteritza el moviment al voltant d'un únic punt de massa.
En 2018, amb el pas d'S2 per la seva periastre orbital, s'ha comprovat amb èxit altre efecte predit per la relativitat general, el desplaçament cap al roig.